# José Mostacero León
José Mostacero León (Contumazá, Cajamarca) es un investigador, catedrático y biólogo peruano especializado en plantas medicinales peruanas. Su labor como docente universitario se inició en 1978 en la Universidad Nacional de Trujillo y continúa hasta la fecha. Actualmente es el director del Herbarium Truxillense (HUT) y decano de la Facultad de Ciencias Biológicas de la UNT. Ha publicado artículos y libros además de participar en eventos académicos a nivel nacional e internacional.
Es miembro del comité editorial de varias revistas académicas como la revista Economía, Sociedad y Medio Ambiente de la Facultad de Ciencias Económicas de la UNT y la revista de Investigación para el Desarrollo Sustentable (INDES) de la Universidad Nacional Toribio Rodríguez de Mendoza de Amazonas (UNTRM-A).

## Publicaciones destacadas
Algunas de las publicaciones que destacan desarrolladas con otros investigadores son:
- Mostacero León, José.; Mejia Coico, Freddy Rogger.; Zelada Estraver, William Elmer.; Medina Tafur, César Augusto. (2007). Biogeografia del Perù. ISBN 978-603-40-1101-4.
- Mostacero León, José; Castillo, F; Mejía Coico, Freddy; Gamarra, O.;Charcape Ravelo, Jesús Manuel; Ramírez, R. (2011). Plantas medicinales del Perú: taxonomía, ecogeografía, fenología y etnobotánica. Asamblea Nacional de Rectores. ISBN 978-612-4011-59-7.
- Mostacero León, José; Mejía Coico, Freddy; Gastañadui Rosas, Danilo; De La Cruz Castillo, Jordan (2017). «Inventario taxonómico, fitogeográfico y etnobotánico de frutales nativos del norte del Perú». Scientia Agropecuaria 8 (3): 215-224. ISSN 2077-9917. doi:10.17268/sci.agropecu.2017.03.04.

## Reconocimientos
- 2002. Distinción honorífica y medalla al mérito extraordinario (Colegio de Biólogos del Perú)[3]
- 2010. Primer Grado del Libertador Simón Bolívar (Universidad Nacional de Trujillo)
- 2010. Miembro de la Academia Nacional de Ciencias del Perú
- 2011. Maestro e investigador del Sistema Universitario (Congreso de la República)[7]